# Kimrod
Kimroden er den allerførste, fremspirende plantedel, som vokser frem af frøet under spiringen. Kimroden kan enten bevares og udvikles til en pælerod eller den kan afkastes og blive erstattet af et trævlerodssystem. Det sidste er altid tilfældet hos de enkimbladede planter, men det ses også hos en del tokimbladede.